# Latif Gashi
Latif Gashi (ur. 12 września 1961 w Dobërdolu) – kosowski prawnik, deputowany do Zgromadzenia Kosowa z ramienia Demokratycznej Partii Kosowa.

## Życiorys
Ukończył studia prawnicze na Uniwersytecie w Prisztinie.
W latach 1996–1999 był żołnierzem Armii Wyzwolenia Kosowa.
Od 17 listopada 2001 do 3 listopada 2010 był deputowanym do Zgromadzenia Kosowa z ramienia Demokratycznej Partii Kosowa.

## Życie prywatne
Żonaty, ma troje dzieci. Mieszka w Prisztinie.
Deklaruje znajomość języka angielskiego.